# Volt Germania
Volt Germania (in tedesco Volt Deutschland, comunemente solo Volt) è un partito politico tedesco, fondato il 3 marzo 2018, nonché la sezione tedesca del partito paneuropeo e federalista Volt Europa. 

## Storia

### La fondazione
Volt Europa venne fondato nel 2017 da Andrea Venzon con il supporto di Colombe Cahen-Salvador e dal tedesco Damian Boeselager; è presente in trentadue paesi d'Europa. La sezione tedesca compie i primi passi lo stesso anno, organizzando meet-up ed incontri informali. 
Il 3 marzo 2018, ad Amburgo Volt Germania venne ufficialmente registrato come partito dal suo primo segretario, Damian Boeselager.

### Le elezioni europee e i primi successi elettorali

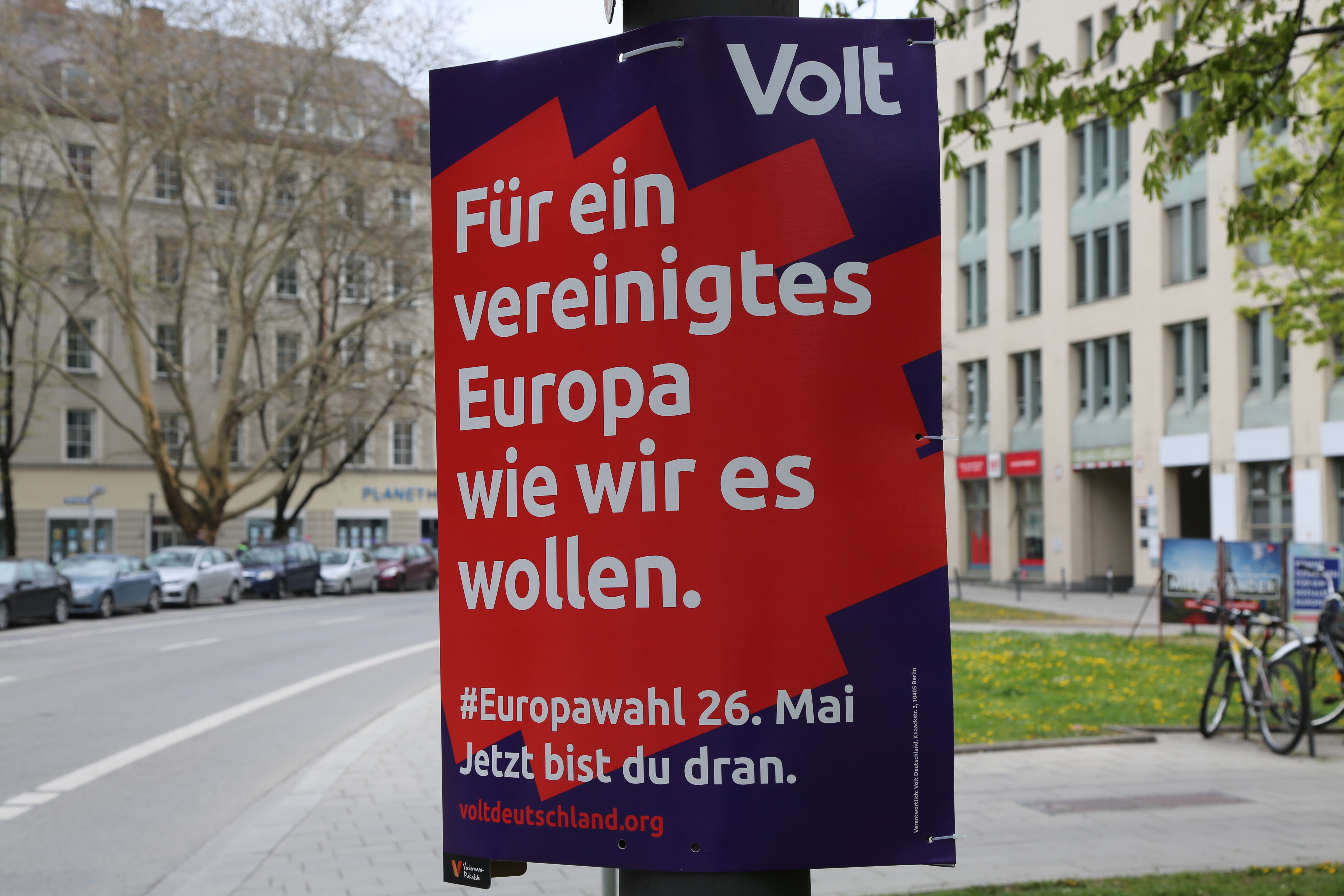
Manifesto elettorale per le europee

Le elezioni europee del 2019 sono state le prime elezioni a cui Volt Germania ha preso parte. Prima delle elezioni, i membri di Volt Europa, compresi quelli del chapters tedesco, hanno scritto un manifesto elettorale comune, che è diventato noto come la Dichiarazione di Amsterdam. Il seguito a delle elezioni interne, l'allora segretario Damian Boeselager venne scelto come capolista: il partito raccolse lo 0,7% dei voti, riuscendo ad eleggere lo stesso Boeslager all'europarlamento. 
In seguito al successo elettorale, gli iscritti di tutta Europa sono stati chiamati a votare, sulla adesione di Volt Europa ad uno dei partiti europei e, in tale circostanza, più dell'80% dei votanti si è espresso per l'accordo col gruppo Verdi/ALE.
In contemporanea con le elezioni europee, il 26 maggio si svolsero anche le elezioni comunali nel land della Renania-Palatinato: Volt riuscì ad eleggere un consigliere comunale a Magonza (1,2%) e a Wachenheim (5,9%).
A fine 2019 Volt fondó la sua prima sezione federale nel land di Amburgo.

### 2020: le prime elezioni statali
A febbraio 2020 viene fondata la seconda sezione federale di Volt Germania in Turingia.
Il 24 febbraio 2020 Volt partecipó alle elezioni statali di Amburgo con una lista di 13 candidati guidata da Mira Alexander. Volt ottenne l'1,3% dei voti, non riuscendo a superare lo sbarramento e, di conseguenza, non entrando in parlamento.
Il 15 marzo 2020 Volt partecipò alle elezioni locali in Baviera eleggendo un consigliere comunale a Bamberga e a Monaco di Baviera. 
Nell'estate del 2020 vennero fondate diverse sezioni statali: Renania-Palatinato e Baden-Württemberg a luglio, Berlino e Assia ad agosto e Meclemburgo-Pomerania Anteriore e Bassa Sassonia a settembre.
Il 13 settembre Volt partecipò alle elezioni comunali in Renania Settentrionale-Vestfalia, riuscendo ad ottenere buoni risultati nelle grandi città ed eleggendo un totale di 16 consiglieri locali. Degni di menzione sono i risultati Bonn (5,1% e 3 consiglieri), Colonia (5% e 4 consiglieri), Siegen (3% e 2 seggi), Aquisgrana (3,7% e 2 consiglieri) e Düsseldorf (1,9% e 2 seggi). In seguito al successo elettorale, ad ottobre viene fondata la sezione statale del partito.

### Le elezioni federali del 2021 e del 2022
Volt Germania ha annunciato di voler partecipare alle elezioni federali in Germania del 2021 e a tale scopo, da febbraio e marzo, fonda le sezioni statali in Brandeburgo, Brema, Saarland, Sassonia e Baviera.
Il 14 marzo 2021 Volt Germania partecipa alla prima tornata elettorale dell'anno, non eleggendo nessun membro del parlamento statale in Baden-Württemberg, dove prende lo 0,5% dei voti, e in Renania-Palatinato, dove Volt si ferma all'1%. Contemporaneamente alle elezioni statali, si tennero anche le elezioni amministrative nel land dell'Assia, dove Volt si candidó in 7 comuni e riuscì ad eleggere 17 consiglieri comunali. Tra i risultati più rilevanti si segnalano i risultati di Darmstadt (5 consiglieri eletti e il 6,88%), Francoforte (4 eletti e il 3,7%) e Wiesbaden (3,8% e 3 eletti).
Nell'aprile del 2021 vennero fondante le sezioni statali di Sassonia-Anhalt e Schleswig-Holstein. Con la fondazione delle due sezioni, Volt Germania fu formalmente presente in tutti e 16 i lander tedeschi e poté presentare una lista alle elezioni federali in tutti gli stati.
Il 12 settembre 2021, due settimane prima delle elezioni federali, si tennero le elezioni comunali nel land della Bassa Sassonia. Volt si candidó in 11 comuni e riuscì ad eleggere 9 consiglieri comunali. In particolare Volt riuscì a far eleggere dei propri membri in tutte le città più popolose della Bassa Sassonia, eleggendo un consigliere comunale ad Hannover, Braunschweig, Osnabrück e Oldenburg.
Il 26 settembre si tennero le elezioni federali dove Volt partecipò con i capolista Rebekka Müller e Hans-Günter Brünker, entrambi scelti con il metodo delle primarie interne. Volt non riuscì ad eleggere alcun deputato fermandosi allo 0,4%, ben lontano dalla soglia di sbarramento del 5% necessaria per entrare nel Bundestag. Lo stesso giorno si tennero le elezioni statali di Berlino, dove Volt ottenne l'1,11%, non eleggendo nessun membro del parlamento statale.
Ad inizio del 2022, Volt ha annunciato pubblicamente l'intenzione di candidarsi alle elezioni statali nel land della Saarland e ha svolto delle primarie interne per stabilitire i capolista, dove vinse Sarah Hamm. Alle elezioni del 27 marzo, il partito raccolse lo 0,6% dei voti, non riuscendo ad eleggere alcun parlamentare.
L'8 maggio 2022 Volt ha preso parte alle elezioni statali nello Schleswig-Holstein, dove raccolse lo 0,3% dei consensi e diventando il tredicesimo partito del land, non eleggendo alcun membro del parlamento statale.

### Le elezioni europee del 2024
Il 16 settembre 2023 Volt ha nominato 30 candidati alle elezioni europee del 2024 in Germania, con capolista Damian Boeselager, Nela Riehl, Kai Tegethoff e Rebekka Müller. Il programma del partito è stato approvato all'assemblea generale di Volt Europa il 27 novembre 2023 a Parigi e adottato formalmente alla conferenza del partito il 21 gennaio 2024 a Unna. Alle elezioni Volt ha ottenuto il 2,6% dei voti in Germania ed ottenuto conseguentemente tre seggi per Damian Boeselager, Nela Riehl e Kai Tegethoff. Tra gli elettori di età compresa tra i 16 e i 24 anni, il partito ha ottenuto addirittura il 9% dei voti. In una riunione tenutasi a Bruxelles il 7 aprile 2024, Volt Europa ha annunciato che dopo le elezioni avrebbe negoziato con il I Verdi/Alleanza Libera Europea e Renew Europe l'adesione ad un gruppo parlamentare, decisione successivamente sottoposta al voto dei suoi membri, che hanno deciso di aderire al gruppo I Verdi/Alleanza Libera Europea con l'87% dei voti.

## Risultati elettorali
| Elezioni               | Elezioni               | Voti      | %    | Seggi   |
| ---------------------- | ---------------------- | --------- | ---- | ------- |
| Elezioni europee 2019  | Elezioni europee 2019  | 248 824   | 0,67 | 1 / 96  |
| Elezioni federali 2021 | Elezioni federali 2021 | 165 474   | 0,4% | 0 / 735 |
| Elezioni europee 2024  | Elezioni europee 2024  | 1 023 161 | 2,57 | 3 / 96  |